# Юйцзюлюй Анагуй
Юйцзюлюй Анагуй (кит.: 郁久閭阿那瓌; 472 — 552) — 12-й жужанський каган у 520 і 522—552 роках. За його панування держава набула найбільшого піднесення, але зрештою розпалася внаслідок поразки від тюрок.

## Життєпис

### Перше панування
Старший син кагана Футу. Мав жужанське ім'я Анакай, що у китайців перетворилося на Анагуй. 520 року його мати Хоулюйлін влаштувала змову проти свого іншого сина — кагана Чоуну, якого було повалено й страчено. Новим каганом став Анагуй, що прийняв ім'я Чіляньтоубіндоуфа-каган (Всевладний каган).
Через 10 днів після сходження до влади проти нього повстав швагром Ціліфа Шифа, який завдав поразки Анагую. Останній разом з матір'ю молодшим брат Ідзюфою втік, але останніх перехопив Шифа. Лише сам Анагуй прибув до вейського імператора Сяо-мін-ді. В цей час Ціліфа Шифа стратив ханшу-матір Хоулюйлін, Ідзюфа та їх прихильників серед князів.

### В Північній Вей
Імператор обдарував Анагуя, надав йому китайські титули і визнав каганом, але питання про війну відклав. Невдовзі скликав військову раду, але думки розділилися. Тоді Анагуй дав хабар в 100 лян міністру Юань Ча, який видав йому дозвіл виїхати зі столиці.
Тим часом Юйцзюлюй Поломень після короткої боротьби переміг Ціліфу Шифу, ставши каганом. Поломень оголосив, що готовий прийняти Анагуя як васала. Але останній здогадався, що після повернення його стратять, і попросив дозволу повернутися в вейської столиці Лоян. Невдовзі в каганаті знову почалися чвари й розгардіяш, чим вирішив скористатися імператор, який планував розділити жужанів на дві частини. Над однією поставити Анагуя.
У 521 році Анагуй вже збирався їхати, але імператор зупинив його і велів євнухові Му Бі дізнатися про здоров'я кагана, після чого подарував повний комплект броні для вершника і коня, 6 комплектів сталевих лат для вершника і коня, 12 копій, прикрашених сріблом, стрічками і лаком, 10 чорних лакованих копій, 2 комплекти луків і старів прикрашених шовком, 6 луків з кіноварних лаком, 6 щитів з шаблями, 20 рогів і литавр, а також ковдри, одяг, шовк, юрти, провізію, посуд, 2 рабинь, 500 коней, 200 верблюдів, 100 биків, 5 тис. баранів, 20 коробок кіноварі, 20 тис. лян проса. Всі подарунки імператор звелів відвезти в прикордонну фортецю.

### Друге панування
522 року Анагуй відновився на троні, натомість визнав зверхність вейського імператора. Незабаром попросив та отримав від вейського уряду 10 тис. лантухів з просом для посіву. Спроби привчити жужанів до землеробства провалилися. При цьому почав війну проти Поломеня, який закріпився на заході. У 523 році в каганаті настав голод, що спричинило напади жужанів на прикордонні землі імперії Вей. Каган вибачився перед імператорським послом Юань Фенем, але сам приєднався до грабіжників. Вейський командувач Лі Чун з 10 тисячами кінноти був відправлений проти Анагуя, але той не вступав у відкритий бій. Такою ситуацією скористався Гаоцзюй, війська якого просунулися вглиб Жужанського каганату.
524 року Поломень втік до ефталітів, але зрештою був схоплений власними князями та виданий вейським генералам. У 525 році каган допоміг придушити повстання Юань Фасена, губернатора провінції Сюй (сучасна північна частина Цзянсу). Після 528 року починається послаблення імперії Вей, але каган зберігав їй вірність, зберігав також дружні відносини з державою Лян. Його зусилля були спрямовані на захід, де почалися проблеми в ефталітів. Анагую вдалося відвоювати Кашгар, Хотан і Кучу, дійшовши до Ферганської долини.
У 532 року відправив данину з проханням видати представницю вейської династії за свого сина. 533 року отримав від імператора Сяо У-ді на це згоду, але 534 році там знову почалася боротьба за владу. 535 року імперія Вей розпалася.
Спочатку Анагуй орієнтувався на Західну Вей, володар якої Юань Баоцзюй видав родичку за брата кагана Тханя, а сам пошлюбив доньку Анагуя. Але невдовзі каган здійснив набіг на Західну Вей, мотивувавши його тим, що імператор мало уваги приділяє його доньці, а любить колишню імператрицю Іфу. В результаті ту змусили вчинити самогубство. У 538 році жужани напали на Бінчжоу, Фан'ян, Ішуй, Січжоу, Ючжунь. Водночас почалися перемовини з Гао Хуанєм, фактичним правителем Східної Вей.
У 540 році відносини жужанського кагана з Західною Вей знову погіршилися через смерть його доньки-імператриці. У відповідь каган номінально визнав зверхність Східної Вей. Після тривалих переговорів Гао Хуань вирішив видати сестру князя Чжо — Ланлін Гюньчжан — за сина кагана. Того ж року жужанське військо знищило державу тєле Гаоцзюй, приєднавши її землі до своїх володінь. У 541 році каган надіслав 1 тис. коней і попросив привезти царівну. Протягом 540-х років тривали війни між Східною і Західною Вей, що дозволило жужанам фактично стати незалежними.
В результаті каганат суттєво посилився. 545 року шантажуючи Східну Вей союзом з Західною Вей змусив Гао хуаня одружитися зі своєю донькою. 546 року за допомогою тюркютів вдалося остаточно знищити державу Гаоцзюй, але їх землі переважно зайняли тюрки.
550 року, коли утворилася держава Північна Ці на місці Східної Вей, то Анагнуй вже не визнавав себе її васалом. У 552 році відкинув пропозицію свого васала Бумина Ашини, хана тюрків, влаштувати його шлюб з жужанською каганівною. Тому почалася війна, до якої тюрків підбурювала Західна Вей. У вирішальній битві жужани зазнали нищівної поразки десь біля сучасного міста Чжанцзякоу, а Анагуй наклав на себе руки.
Син Анагуя — Аньлучень — втік до Північної Ці. Каганат розпався на західний і східний на чолі із Деншуцзі й Тєфу відповідно.